# 陸軍士官学校 (チリ)
陸軍士官学校（西: Escuela Militar）は、チリ陸軍の士官学校。卒業生は少尉に任官する。正式名称はリベルタドール・ベルナルド・オイギンス陸軍士官学校（西: Escuela Militar del Libertador Bernardo O'Higgins）。

## 沿革

### フランス式時代

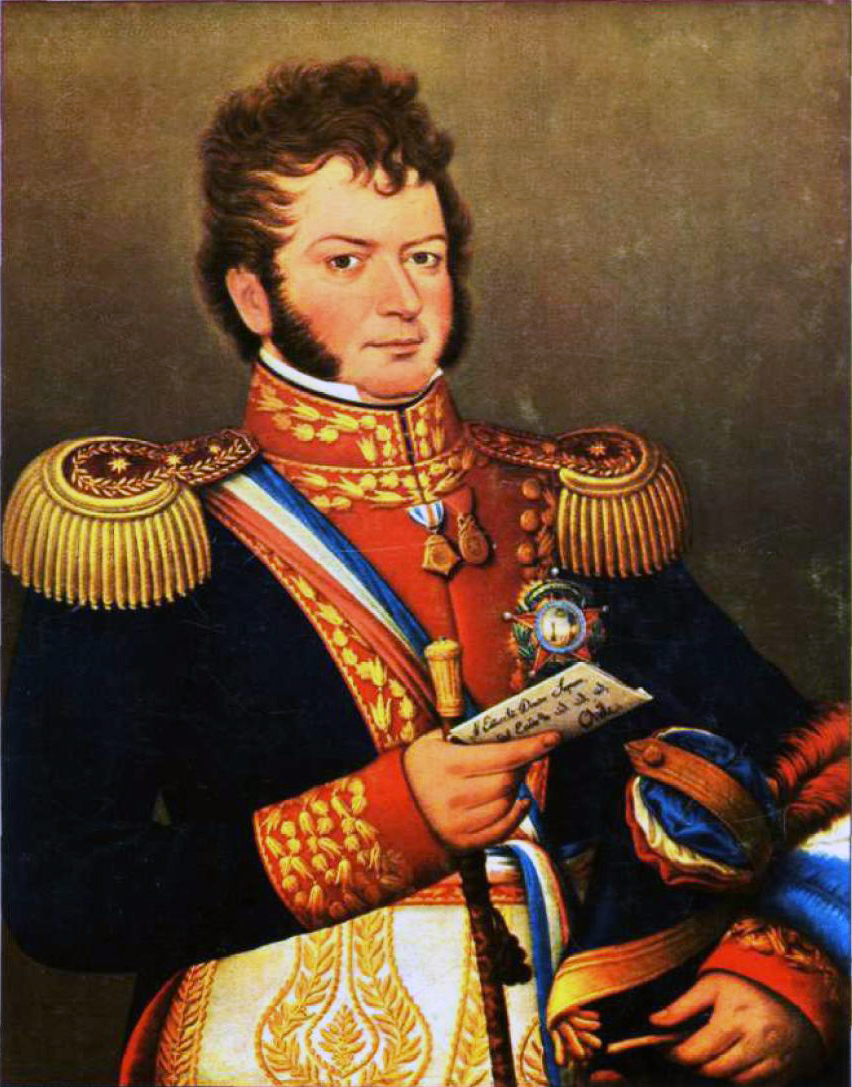
オイギンス将軍。

1817年3月16日、ベルナルド・オイギンス将軍により、将来の将校や軍曹を養成する目的でAcademia Militarが創設された。士官学校ではタルカワノ包囲戦とカンチャ・ラヤダの戦いに参加し、チリ独立に貢献した将校が養成された。最初の施設は、サン・アグスティン教会の修道院（エスタード通りとアグスティナス通りの角）にあり、修道士たちはそこから追い出された。財政上の問題から、1819年に閉鎖された。1823年、ラモン・フレイレが士官学校を再開しようとしたが、国内の無政府状態により計画は頓挫した。
1831年、ホアキン・プリエト大統領と大臣ディエゴ・ポルタレスにより士官学校は再開された。しかし、様々な問題によって1838年2月1日に再び閉鎖された。この時期に訓練された軍人の多くは、ペルー・ボリビア連合戦争に参加した。
1842年10月6日、Academia Militarは再開され、1843年9月28日にEscuela Militarと改称された。対スペイン戦争と太平洋戦争を戦った陸海軍将校はここで訓練を受け、両戦争で勝利を収めた。
1812年までのナポレオンの勝利によって築かれた軍事的威信のため、またその後のクリミア戦争（1853～1856年）でフランス軍が示した効率性のため、チリ陸軍は、19世紀第2四半期における西欧諸国のほとんどの軍隊と同様にナポレオン3世時代のフランスの組織・伝統・習慣・軍服を踏襲した。
1876年11月2日の解散後、微妙な国際情勢のため1878年に再開され、翌年から活動を開始した。19世紀最後の年、アルトゥーロ・プラット海軍兵学校（Escuela Naval Arturo Prat）は、陸軍士官学校の生徒を加えて再編成され、新校舎の建設工事が始まった。

### プロイセン式時代

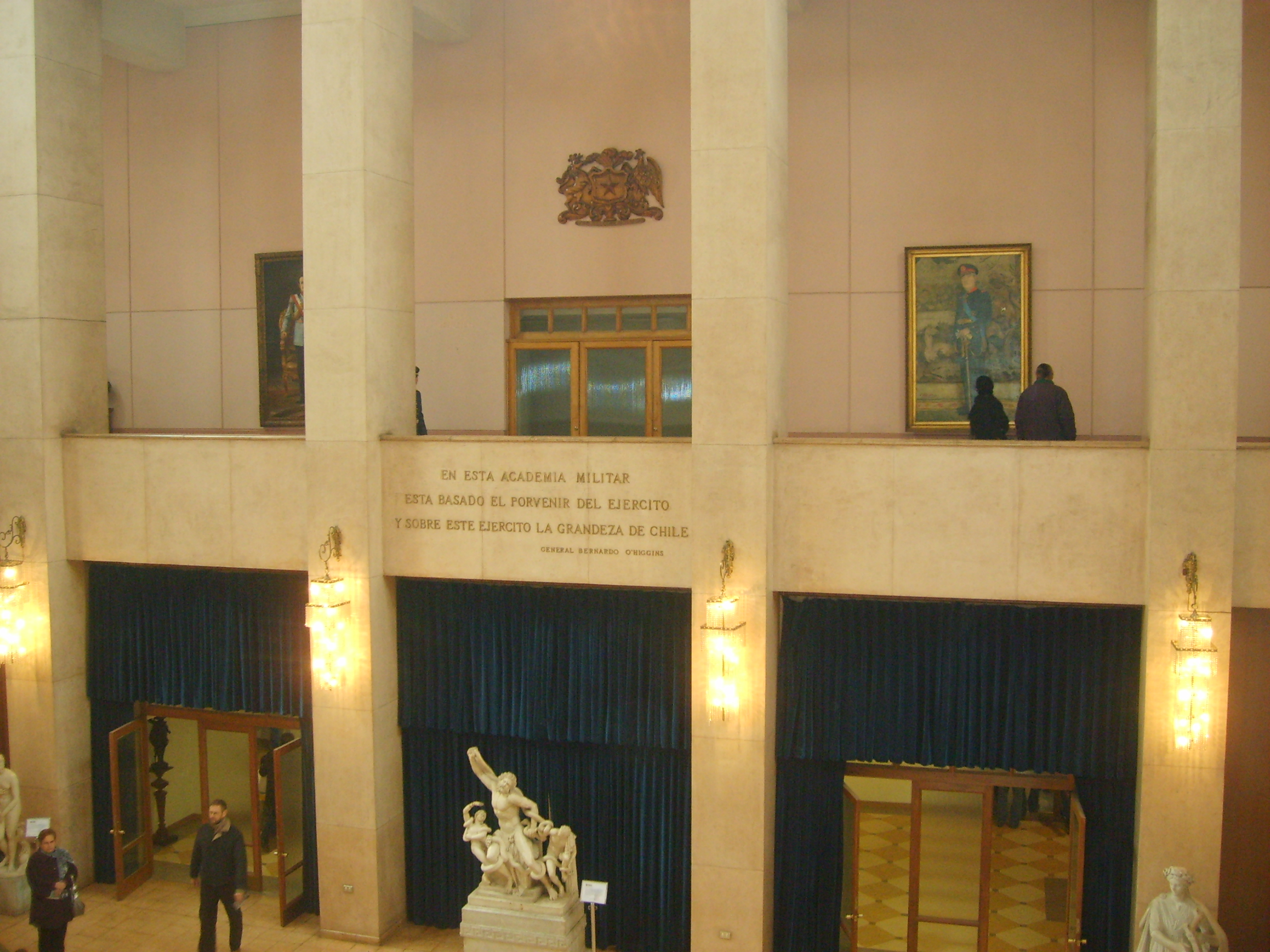
陸軍士官学校校舎中央広間。

最初のドイツ人将校が到着したのは1885年9月で、エミリオ・ケルナー・ヘンツェ大尉が率いた。1896年には、チリ軍のためにドイツ人教官が大量に到着し始めた。グンター・フォン・ベロー少佐が軍事学校の校長に、ヘルマン・ロガラ・フォン・ビーベルシュタイン少佐が副校長に任命された。同年、プロイセン製ヘルメットが導入された。1902年、プロイセン軍学校の規定に準じた新しい規定が作成され、1905年にはドイツ式に基づいた新しい制服が採用された。1900年から1910年までのこの時期、総司令官（現在の将軍）はエミリオ・ケルナーで、今日の軍隊の基礎とモデルを築いた。
1927年、アルパタカルの悲劇（Tragedia de Alpatacal）が起こった。同校の生徒たちがブエノスアイレスのパレードに参加する予定だったが、その途中で列車事故が発生し、12人が死亡、52人が負傷した。事故にもかかわらず、チリの生徒たちはパレードに参加した。この悲劇は毎年7月7日に追悼される。

### 近年

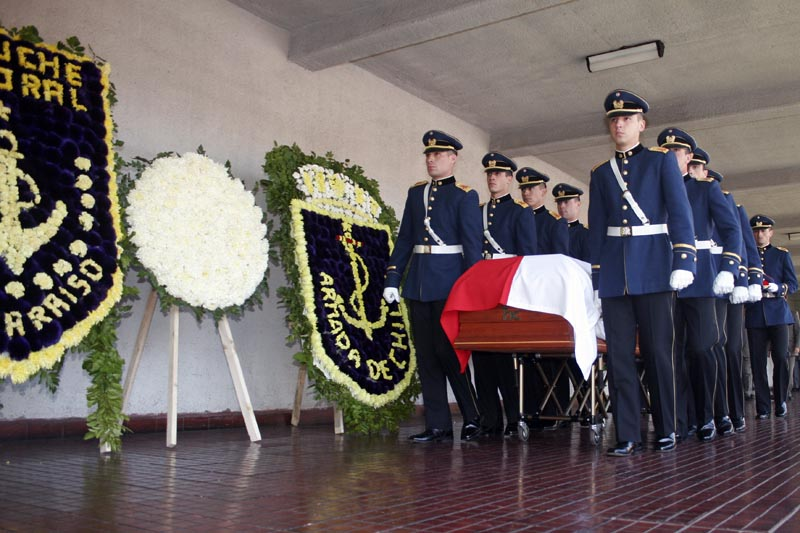
陸軍士官学校生徒隊によって運ばれるピノチェトの棺

1940年、当時の校長アルナルド・カラスコ将軍の尽力により、ラス・コンデス地区にあるサン・ルイス邸の一部が取得され、そこに新しい陸軍士官学校が建設され、1955年から1958年にかけて徐々に使用されるようになった。それまで陸軍士官学校は、ホセ・マヌエル・バルマセダ政権時代に建てられた、オイギンス公園の近くにある新古典主義様式の優雅な建物で運営されていたが、時が経つにつれ、この施設の必要性に対して不十分なものになっていた。
アウグスト・ピノチェト将軍が率いた1973年9月11日のクーデター後、軍事政権のメンバーがここで宣誓した。
1995年、初の女性士官候補生が入学し、女性による軍事訓練が始まった。2009年の一般教育法により、陸軍士官学校は、軍隊の他の母体となる学校とともに高等教育機関となり、卒業生は「陸軍士官」という職業称号で認められるようになった。現在、法学、微積分学、代数学、物理学、政治学、社会科学の各科目において、チリ・カトリック大学、チリ大学、デサローロ大学、マヨール大学が学術プログラムにおいて重要な役割を果たしている。
2006年12月10日に死去したピノチェトの遺体が、陸軍士官学校に安置された。

## 教育

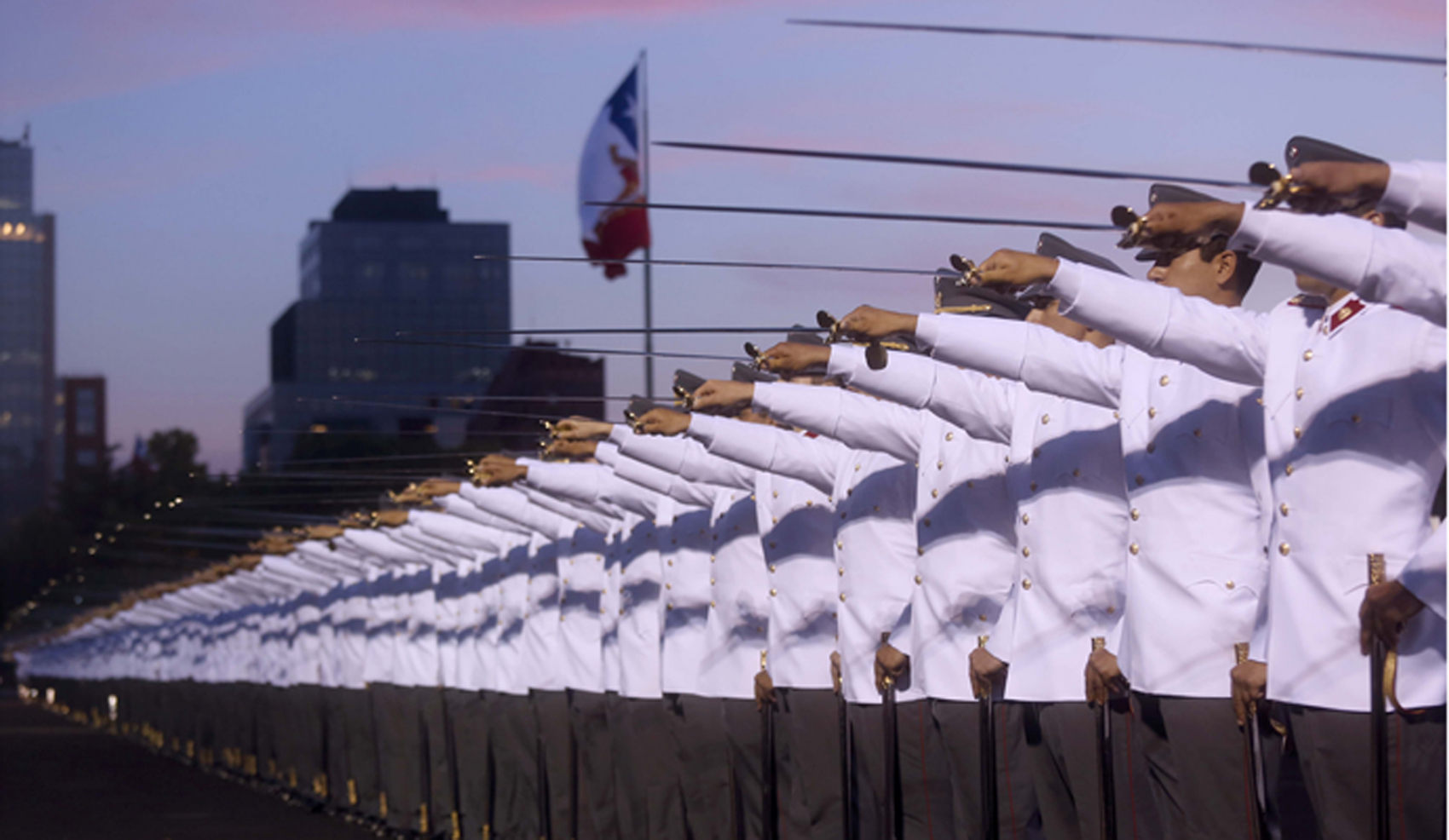
陸軍士官学校卒業生少尉の士官宣誓（2015年）。

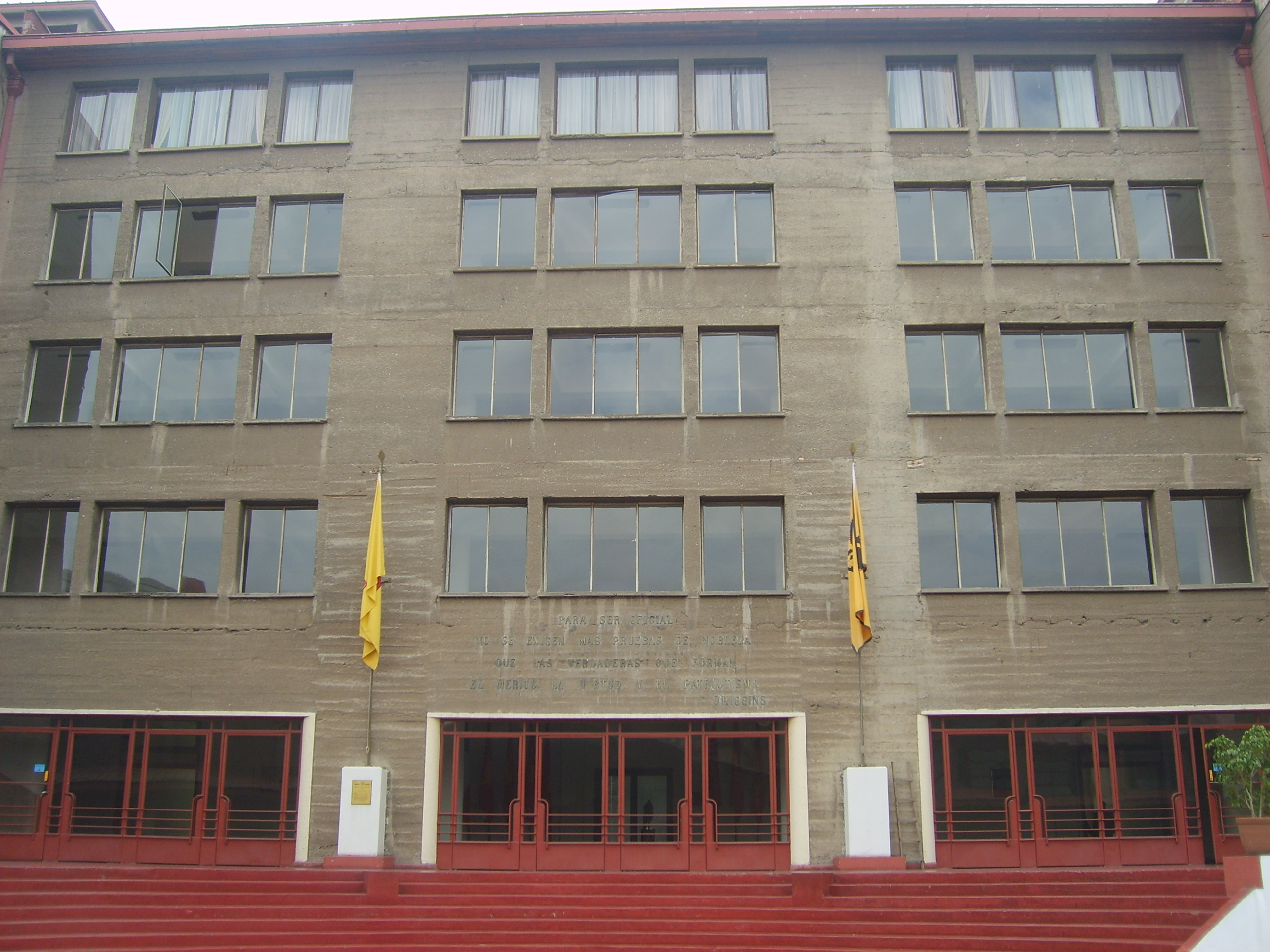
陸軍士官学校校舎。

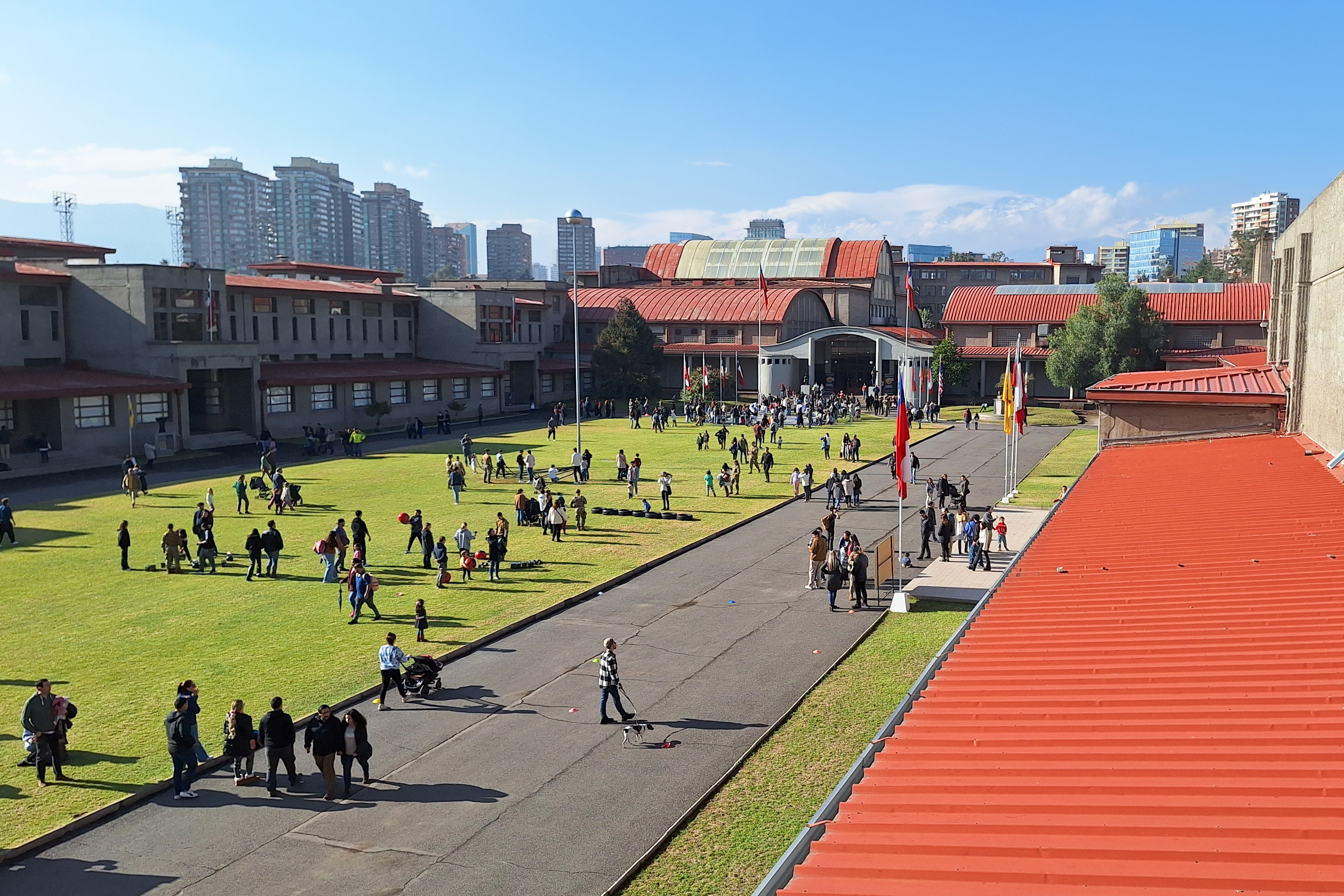
陸軍士官学校内観。

最終学年の終わりには、学生は以下を選択しなければならない。兵科は以下。
- Armas
  - 歩兵（Infantería）
  - 砲兵（Artillería）
  - 騎兵（装甲騎兵、Caballería Blindada）
  - 工兵（Ingenieros）
  - 通信兵（Telecomunicaciones）

- Servicios
  - 経理（Intendencia）
  - 兵器（Material de Guerra）
  - 人事（Servicio de Personal）

Cursoは以下。
- Curso Avanzado para Oficiales：中尉の最終年度に実施され、大尉に昇格する。

- Curso Básico del Oficial Subalterno：少尉が受講し、comandantes de secciónやasesores del mandoになるための資格。

Especialidades Primariasは以下。
- Ingeniero Politécnico Militar: Academia Politécnica Militarで取得する。技術参謀。
- Oficial de Estado Mayor: 陸軍大学校で取得する。参謀。

Especialidades Secundarias（下級士官で実施され、当校在学4年目から参加できる）は以下。
- 戦闘潜水員（Buzo Táctico）
- コマンドー（Comandos）
- 電子戦（Guerra Electrónica）
- 体育教官（Instructor de Educación Física）
- 山岳教官（Instructor Militar de Montaña）
- 諜報員（Inteligencia）
- 乗馬マエストロ（Maestro de Equitación）
- 砲兵航空監視員（Observador Aéreo de Tiro de Artillería
- 落下傘兵（Paracaidista militar）
- 陸軍飛行士（Piloto de Ejército）
- 軍事学教授（Profesor Militar）
- 特殊戦闘（Combate especial）
- 特殊作戦（Guerra especial）

## 軍職

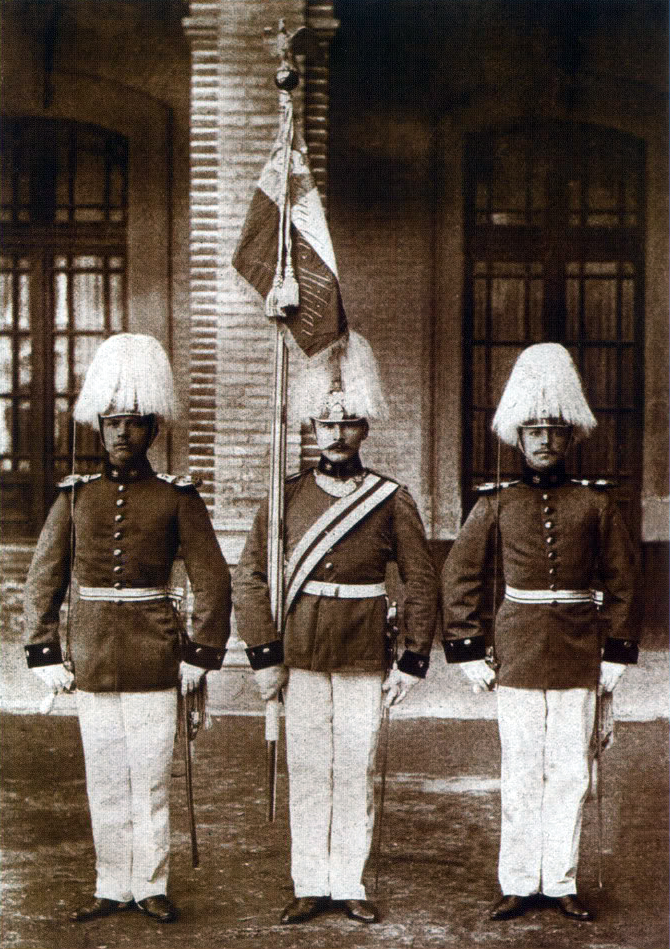
1903年、陸軍士官学校。

士官学校卒業生の軍歴と進級年数は以下。
| 学年          | 階級                       |
| ------------- | -------------------------- |
| 1年・2年・3年 | 前期士官学生（Cadete）     |
| 4年           | 後期士官学生（Subalférez） |

| 士官在任年数 | 階級                            |
| ------------ | ------------------------------- |
| 1年          | 陸軍士官候補生（Alférez）       |
| 2年 - 4年    | 陸軍少尉（Subteniente）         |
| 5年 - 9年    | 陸軍中尉（Teniente）            |
| 10年 - 15年  | 陸軍大尉（Capitán）             |
| 16年 - 20年  | 陸軍少佐（Mayor）               |
| 21年 - 25年  | 陸軍中佐（Teniente coronel）    |
| 26年 - 30年  | 陸軍大佐（Coronel）             |
| 31年 - 32年  | 陸軍少将（General de Brigada）  |
| ---          | 陸軍中将（General de División） |
| ---          | 陸軍大将（General de Ejército） |

## 校歌
音楽、特に行進曲は、士官学校の主要な要素であり、士官候補生で構成される軍楽隊と、プロの音楽家で構成される器楽隊が、学校が行く先々で音楽を担当する。
陸軍士官学校校歌は、サミュエル・リヨ作詩、プロスペロ・ビスカート作曲である。

### 校歌（Himno）歌詞
Coro
En los tiempos heroicos salieron
de su Alcázar en vuelo triunfal,
las Cien Águilas bravas que hicieron
grande a Chile en la América Austral.
I
Como antaño a la patria mañana,
nuevos héroes tus aulas darán.
Nuestra sangre viril y lozana,
es la misma de Maipú y Yungay.
Y si un pueblo menguado se atreve
nuestra enseña gloriosa insultar,
tus cachorros el crimen aleve,
en glorioso tropel vengarán.
II
En los tiempos heroicos salieron
de su Alcázar en vuelo triunfal,
las Cien Águilas bravas que hicieron
grande a Chile en la América Austral.